# Ганна Найзе
Ганна Найзе (26 травня 2000 , Арнсберг, Північний Рейн-Вестфалія ) — німецька скелетоністка, олімпійська чемпіонка 2022 року.

## Виступи на Олімпійських іграх
| Рік  | Місце проведення | Місце |
| ---- | ---------------- | ----- |
| 2022 | Пекін, Китай     | 1     |

## Виступи на чемпіонатах світу
| Рік  | Місце проведення      | Місце |
| ---- | --------------------- | ----- |
| 2021 | Альтенберг, Німеччина | 7     |

## Виступи на чемпіонатах Європи
| Рік  | Місце проведення       | Місце |
| ---- | ---------------------- | ----- |
| 2021 | Вінтерберг, Німеччина  | 5     |
| 2022 | Санкт-Моріц, Швейцарія | 4     |